# Clemens Meyer

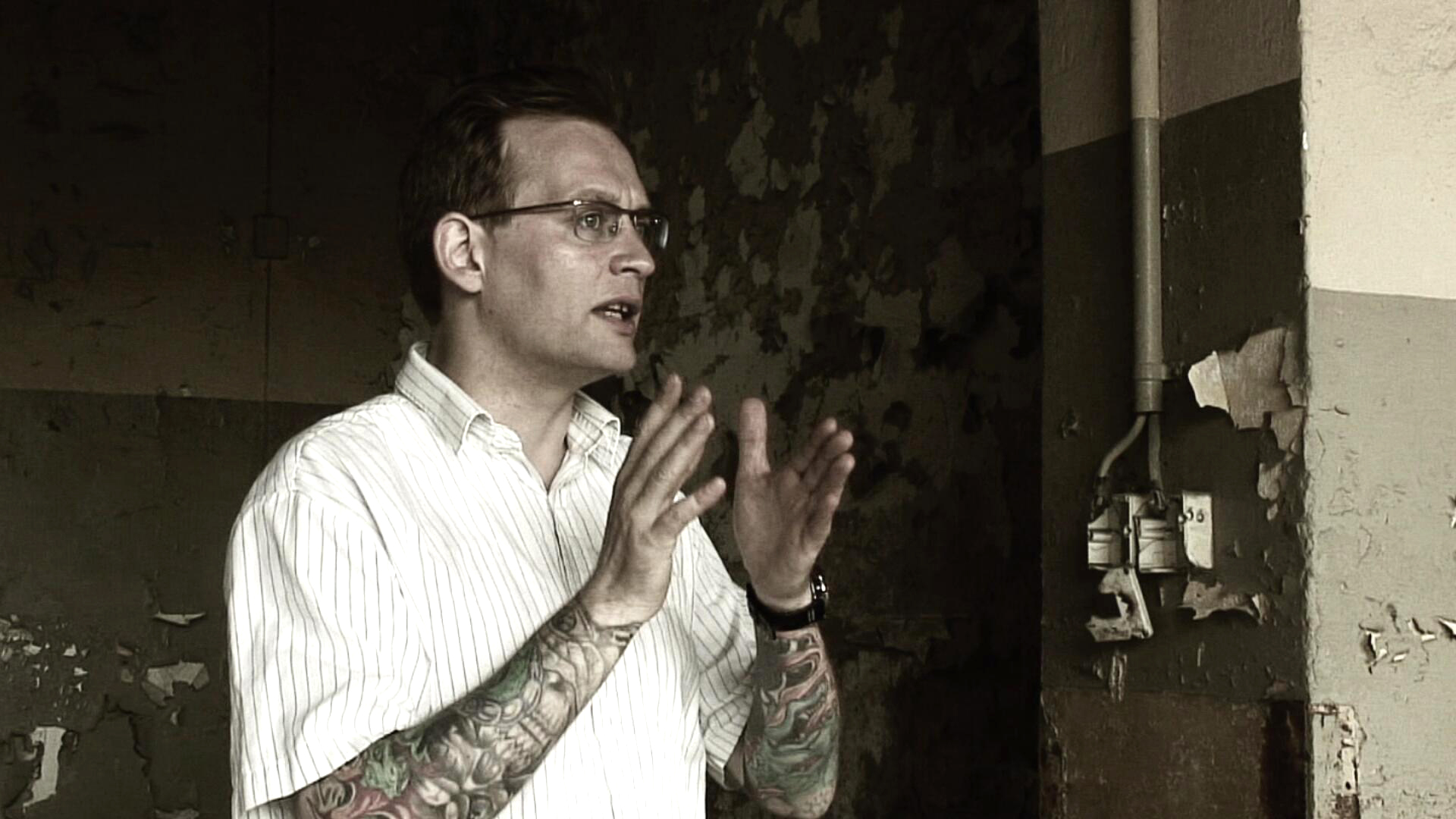
Clemens Meyer

Clemens Meyer (* 20. srpna 1977 Halle, Sasko-Anhaltsko) je německý spisovatel a scenárista.

## Život
Narodil se roku 1977 do rodiny zdravotního bratra a sociální pedagožky. Jeho dědečkem byl německý grafik narozený v Československu Otto Möhwald, který byl coby dvanáctiletý odsunut do Německa. Rodina se usadila v Halle (Saale). Mayerovi rodiče se před znovusjednocením Německa angažovali v křesťansko-demokratických kruzích. Matka, učitelka v křesťanské školce, jej s sebou brala na tzv. Montagsdemonstrationen, tedy lipské Pondělní demonstrace, které napomohly k pádu východoněmeckého režimu. Po maturitě vykonával Meyer řadu manuálních profesí (např. pomocníka na stavbě, odnos nábytku, či strážného). V letech 1998–2003 studoval na Lipském literárním institutu. V roce 2006 se široce proslavil románem Als wir träumten (Když jsme snili); od té doby je činný coby úspěšný autor.

## Ocenění a kontroverze
Clemens Meyer je držitel řady literárních ocenění. První získal již v roce 2001 (MDR-Literaturpreis). Za zmínku stojí např. Cena Lipského veletrhu (2008), ocenění Stadtschreiber von Mainz (2016), Bremer Literaturpreis (2014), nebo Klopstock-Preis für neue Literatur. Za román Die Projektoren získal mj. Bavorskou knižní cenu (Bayerischer Buchpreis) 2025, za své celoživotní dílo obdržel též Lessingovu cenu (Lessing-Preis), kterou uděluje Svobodný stát Sasko, nebo ocenění LiteraTour Nord 2025.
Byl dvakrát v nejužší nominaci na Německou knižní cenu, a to v roce 2013 (za román Im Stein) a v roce 2024 (za román Die Projektoren). Poté, co ani napodruhé cenu nezískal, dal průchod svým emocím, což v Německu i mimo něj vzbudilo značné kontroverze.

## Dílo

#### Romány a povídky (výběr)
- Als wir träumten (Když jsme snili): Frankfurt am Main: S. Fischer Verlag, 2005. 524 stran. (Obsah: Rico, Mark, Paul a Daniel vyrůstají v Lipsku devadesátých let, sní o lepším životě, lásce a fotbalové slávě, zatímco se potácejí mezi alkoholem, násilím a policejními zatykači. Jejich mladistvé vzdory a sny narážejí na tvrdou realitu postsocialistického východního Německa.[14]

- Die Nacht, die Lichter: Stories. Frankfurt am Main: S. Fischer Verlag, 2008. 265 stran. Součástí je povídka Von Hunden und Pferden, která byla v roce 2012 zfilmována.[15]
- Im Stein: Roman. Frankfurt am Main: S. Fischer Verlag, 2013. 560 stran. (Obsah: Ústředním tématem románu, který se odehrává zčásti v Lipsku a Halle, je sex a problematika prostituce. Rešeršní práce na tomto románu trvaly 15 let.)[16]
- Rückkehr in die Nacht: Eine Erzählung. Leipzig: Connewitzer Verlagsbuchhandlung, 2013. 64 stran.
- Die stillen Trabanten. Frankfurt am Main: S. Fischer Verlag, 2017. 272 stran. (Obsah: Příběhy z noci – o strojvedoucím, kterého noční jízdy fascinují, dokud na kolejích nestojí smějící se muž, o hlídači, jenž se zamiluje do ženy za plotem uprchlického zařízení, i o majiteli stánku, který hledí z okna paneláku na zářivé satelity noci. Clemens Meyer líčí ztracené bitvy i neutišitelné touhy v temných, dojemných příbězích ze současnosti.[17]
- Die Projektoren (Projektory), Frankfurt am Main: S. Fischer Verlag, 2024. 1056 stran. (Obsah: Autor v řadě časových rovin a vyprávěcích perspektiv líčí příběhy spojené s bývalou Jugoslávií, bere čtenáře na cestu časem a na velice komplexních příbězích mu zprostředkovává pohled na Balkán či na východoněmecký kulturní fenomén Karla Maye a jeho Vinnetoua)

Deníky
- Gewalten: Ein Tagebuch. Frankfurt am Main: S. Fischer Verlag, 2010. 224 S.

#### Scénáře
- Herbert, 2016, režie Thomas Stuber.
- In den Gängen (Láska mezi regály), 2018, režie Thomas Stuber.
- Kriminální seriál Místo činu. Díl 1105: Útok na služebnu 08 (Tatort Folge 1105: Angriff auf Wache 08), 2019[18]
- Polizeiruf 110: An der Saale hellem Strande, 2021[19]
- Die stillen Trabanten, 2022, režie Thomas Stuber.
- Polizeiruf 110: Der Dicke liebt, 2024[20]

#### Soubor přednášek
- Der Untergang der Äkschn GmbH: Frankfurter Poetikvorlesungen. 1. Aufl. Frankfurt am Main: S. Fischer Verlag, 2016. 176 S.

#### Spoluautorství
- Meyer, Clemens; Nießen, Claudius. Zwei Himmelhunde Irre Filme, die man besser liest. Dresden und Leipzig: Voland und Quist Verlag, 2016. 192 S.

Zfilmovaná díla
- Povídku Von Hunden und Pferden (O psech a koních) zfilmoval v roce 2012 režisér Thomas Stuber.
- Román Als wir träumten (Když jsme snili) v roce 2015 zfilmoval německý režisér Adreas Dresen.[21] V roce 2019 snímek uvedl festival německojazyčných filmů Das Filmfest, který v Praze i regionech pořádá Goethe-Institut se svými partnery.[22]
- Povídkovou knihu Die stillen Trabanten v roce 2022 zfilmoval Thomas Stuber, jenž je spolu s Meyerem i autorem scénáře.

## Reflexe v České republice
Pro české čtenáře objevilo dílo Clemense Meyera až nakladatelství Pavel Mervart, které v roce 2022 vydalo povídkovou knihu Z mlhy života. Obsahuje překlad devíti povídek spisovatele Clemense J. Setze a dvou povídek Clemense Meyera.
Clemens Meyer se českému publiku poprvé důkladněji představil 22. května 2025 v Goethe-Institutu, a to v rámci literárního pořadu věnovaného programu Minout Prahu, kde s překladatelkou Michaelou Škultéty a za moderace Tomáše Moravce uvedl jak své souhrnné dílo, tak především knihu Die Projektoren, jíž pro rok 2026 vydá nakladatelství Pavel Dobrovský - Beta . 
V květnu 2025 absolvoval Meyer na pozvání brněnského nakladatelství Větrné mlýny měsíční rezidenci v Karlových Varech, jejímž smyslem bylo podnítit jej k tvůrčí činnosti. Výstupem bude kniha dvanácti povídek Meyera a dalších německojazyčných autorů, mj. Judith Hermann, Ronyi Othmann či Gregora Sandera, kteří budou reflektovat dvanáct krajských měst České republiky.